# 達姆巴赫河 (埃爾薩瓦河支流)
49°51′37.10″N 9°17′15.18″E / 49.8603056°N 9.2875500°E

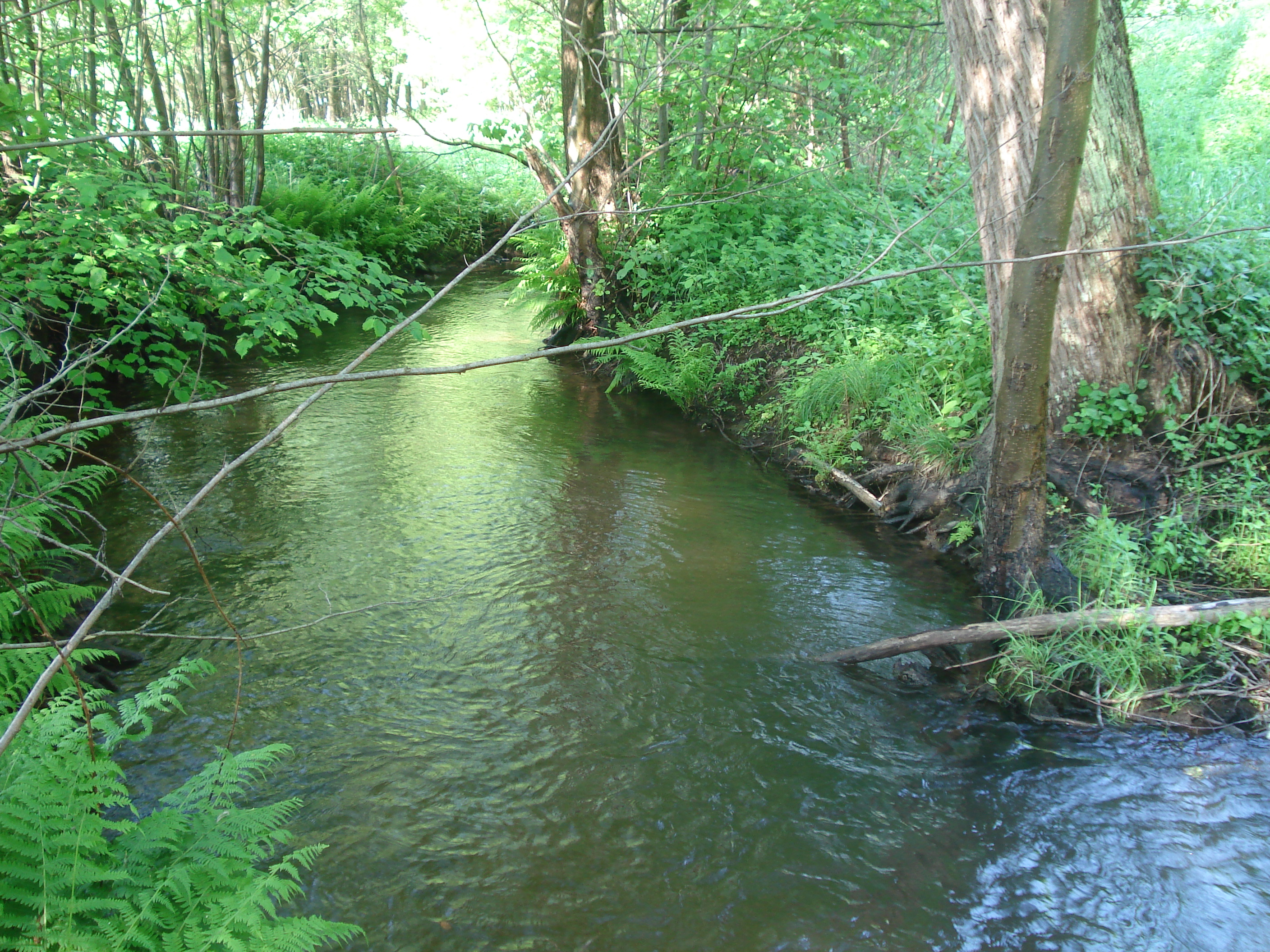

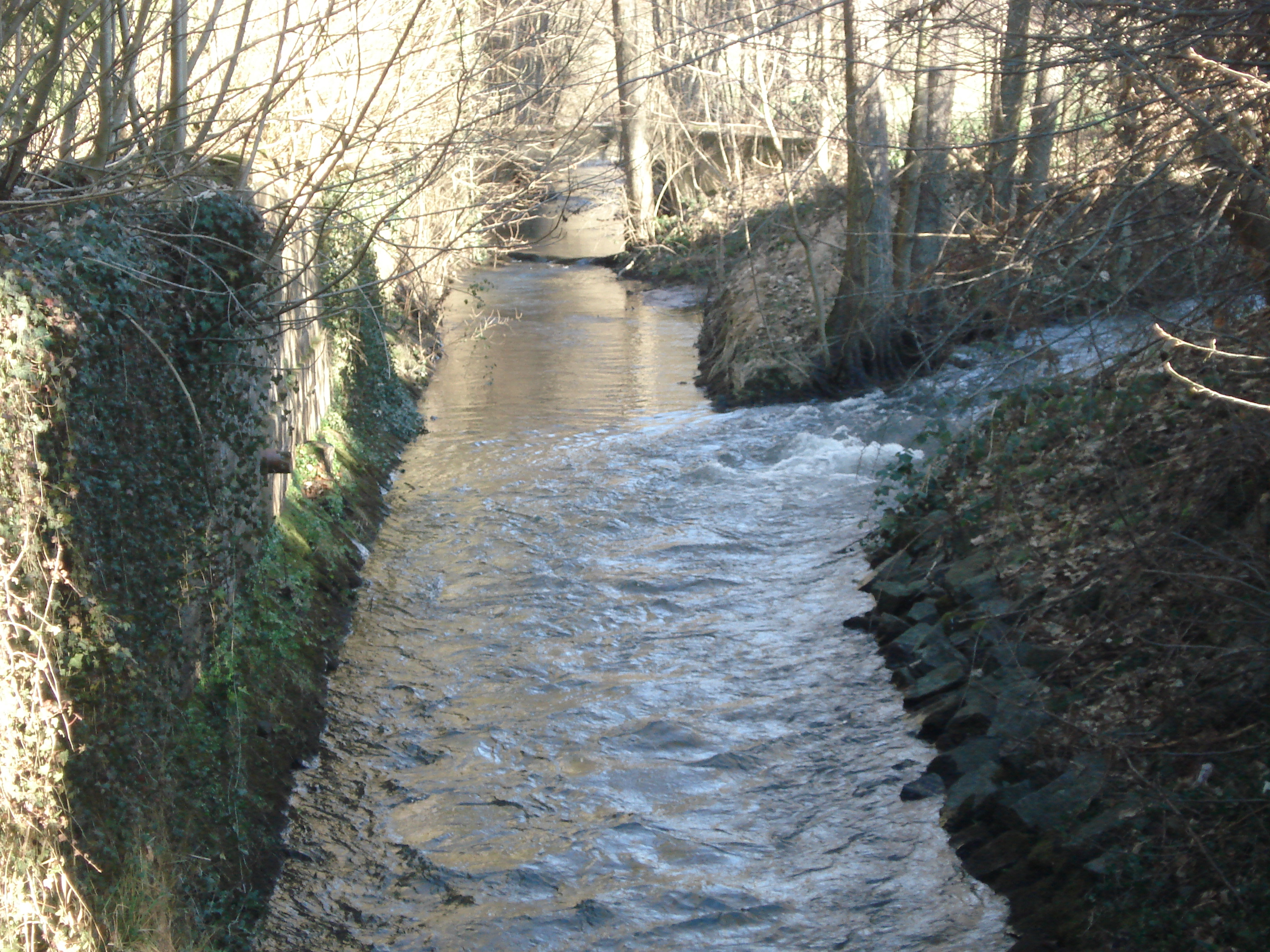

達姆巴赫河（德語：Dammbach），是德國的河流，位於該國東南部，由巴伐利亞負責管轄，屬於埃爾薩瓦河的左支流，河道全長9.9公里，流域面積43平方公里。